# Barbey
Pour les articles homonymes, voir Barbey (homonymie).
Barbey est une commune française située dans le département de Seine-et-Marne en région Île-de-France.

## Géographie

### Localisation
La commune se situe au sud-est du département de Seine-et-Marne, aux confins de l'Yonne sur la rive droite de l'Yonne.

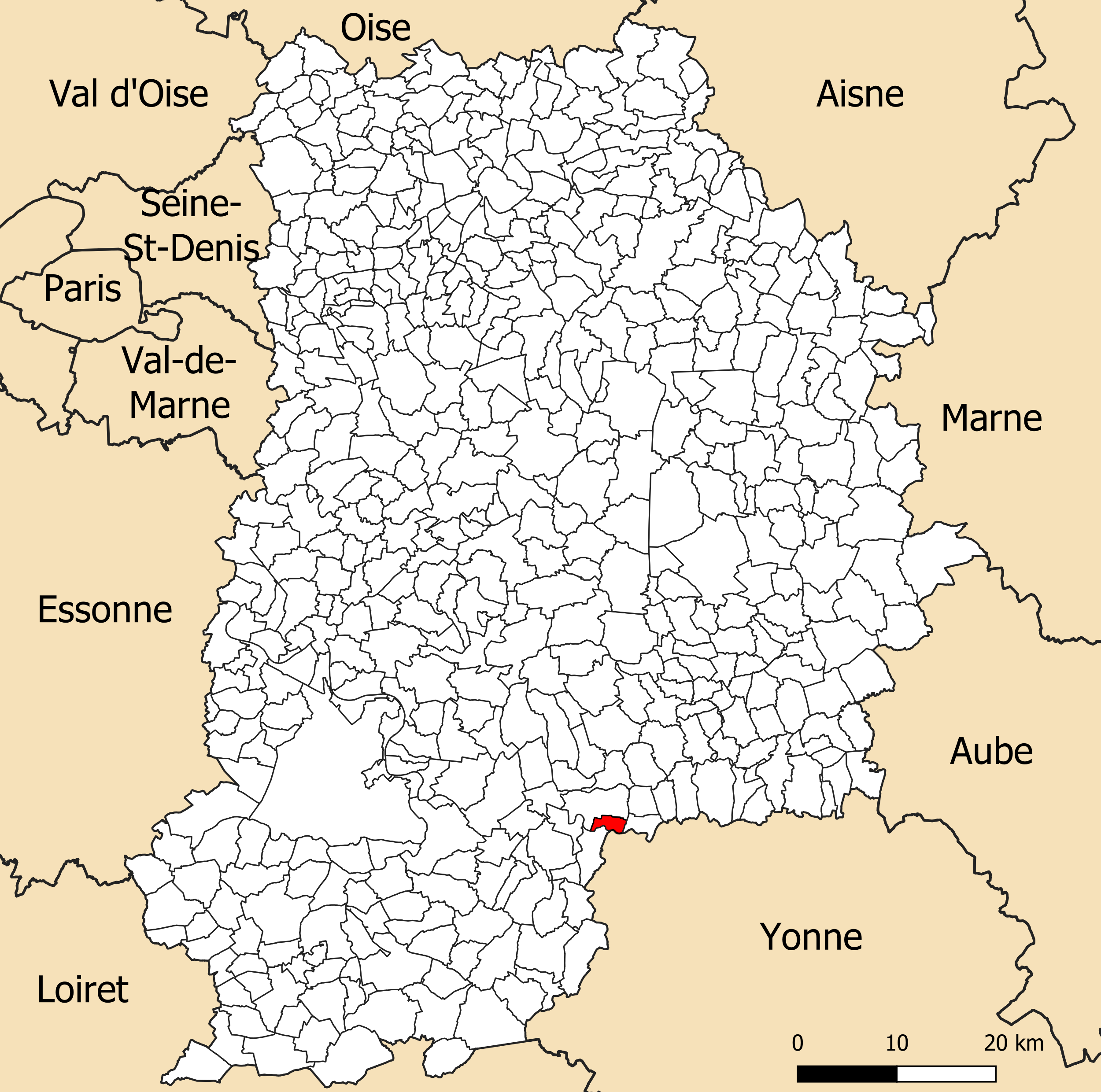
Localisation de la commune de Barbey dans le département de Seine-et-Marne.

Le village est situé à 10 km au sud-est de Montereau-Fault-Yonne

### Communes limitrophes
| Marolles-sur-Seine  |        |                              |
|                     | Barbey | Misy-sur-Yonne               |

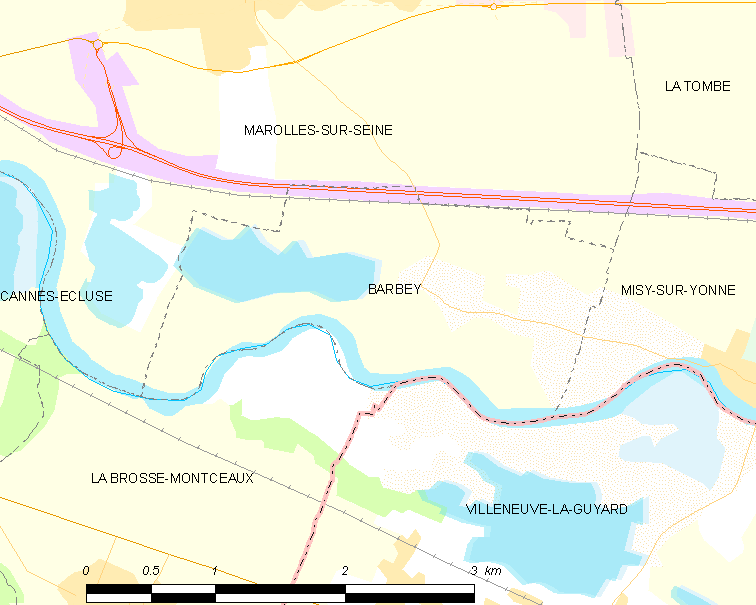
Carte des communes limitrophes de Barbey.

| La Brosse-Montceaux |        | Villeneuve-la-Guyard (Yonne) |

### Géologie et relief
La commune est classée en zone de sismicité 1, correspondant à une sismicité très faible.

### Hydrographie

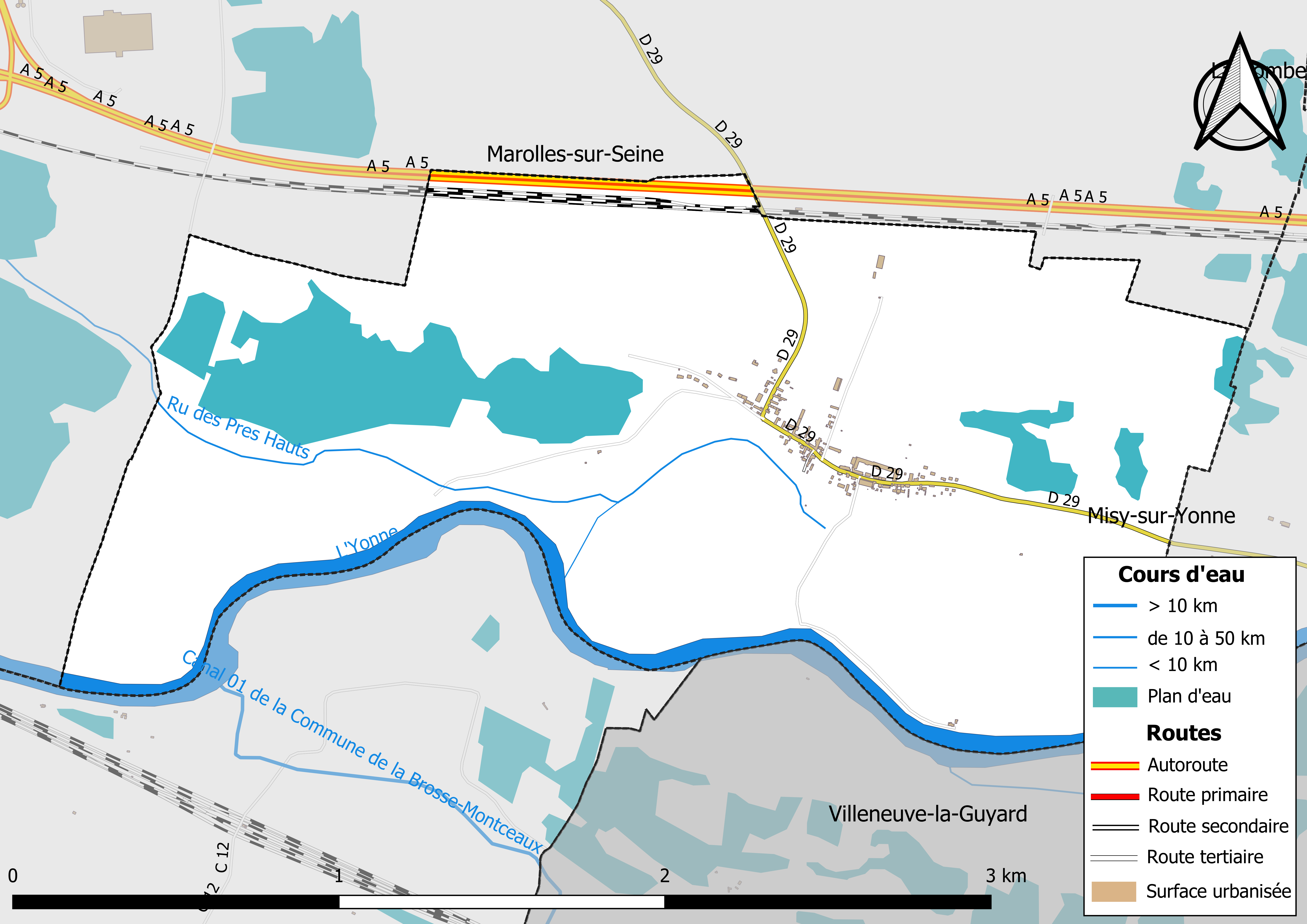
Carte des réseaux hydrographique et routier de Barbey.

Le réseau hydrographique de la commune se compose de trois cours d'eau référencés :
- la rivière Yonne, longue de 292,34 km[2], principal affluent gauche de la Seine.
  - le ru des Pres Hauts, 3,68 km[3], et ;
  - un bras des Prés Hauts de 0,35 km[4],[Note 1], qui confluent avec l'Yonne.

La longueur totale des cours d'eau sur la commune est de 5,95 km.

### Climat
Pour des articles plus généraux, voir Climat de l'Île-de-France et Climat de Seine-et-Marne.
En 2010, le climat de la commune est de type climat océanique dégradé des plaines du Centre et du Nord, selon une étude du CNRS s'appuyant sur une série de données couvrant la période 1971-2000. En 2020, Météo-France publie une typologie des climats de la France métropolitaine dans laquelle la commune est exposée à un climat océanique altéré et est dans la région climatique Nord-est du bassin Parisien, caractérisée par un ensoleillement médiocre, une pluviométrie moyenne régulièrement répartie au cours de l’année et un hiver froid (3 °C).
Pour la période 1971-2000, la température annuelle moyenne est de 11 °C, avec une amplitude thermique annuelle de 15,7 °C. Le cumul annuel moyen de précipitations est de 707 mm, avec 11,2 jours de précipitations en janvier et 7,5 jours en juillet. Pour la période 1991-2020, la température moyenne annuelle observée sur la station météorologique la plus proche, située sur la commune de La Brosse-Montceaux à 4 km à vol d'oiseau, est de 12,0 °C et le cumul annuel moyen de précipitations est de 652,9 mm,. Pour l'avenir, les paramètres climatiques de la commune estimés pour 2050 selon différents scénarios d'émission de gaz à effet de serre sont consultables sur un site dédié publié par Météo-France en novembre 2022.
| Mois                                  | jan.             | fév.             | mars           | avril         | mai           | juin           | jui.           | août         | sep.           | oct.            | nov.            | déc.             | année      |
| ------------------------------------- | ---------------- | ---------------- | -------------- | ------------- | ------------- | -------------- | -------------- | ------------ | -------------- | --------------- | --------------- | ---------------- | ---------- |
| Température minimale moyenne (°C)     | 2                | 1,8              | 3,7            | 5,6           | 9,2           | 12,3           | 14,4           | 14,2         | 11,1           | 8,5             | 4,9             | 2,6              | 7,5        |
| Température moyenne (°C)              | 4,5              | 5                | 8,1            | 10,9          | 14,6          | 18             | 20,4           | 20,2         | 16,4           | 12,5            | 7,8             | 5,1              | 12         |
| Température maximale moyenne (°C)     | 7                | 8,3              | 12,6           | 16,3          | 20            | 23,6           | 26,4           | 26,1         | 21,7           | 16,6            | 10,7            | 7,5              | 16,4       |
| Record de froid (°C) date du record   | −20,5 17.01.1985 | −14,8 25.02.1986 | −10,4 01.03.05 | −3,5 09.04.03 | −0,1 03.05.21 | 2,5 04.06.1991 | 5,2 04.07.1984 | 4 29.08.1986 | 1,5 19.09.1977 | −3,2 30.10.1997 | −9,2 24.11.1998 | −15,5 31.12.1985 | −20,5 1985 |
| Record de chaleur (°C) date du record | 16,5 01.01.23    | 21,4 27.02.19    | 25,4 31.03.21  | 28,5 25.04.07 | 32,5 28.05.17 | 38,9 27.06.11  | 42,9 25.07.19  | 40 06.08.03  | 35,5 14.09.20  | 31 01.10.1985   | 22,5 07.11.15   | 18,3 16.12.1989  | 42,9 2019  |
| Précipitations (mm)                   | 51               | 47,7             | 47,5           | 51,7          | 60,1          | 53,3           | 51,6           | 52,3         | 51,3           | 63,3            | 59,9            | 63,2             | 652,9      |

### Milieux naturels et biodiversité

#### Réseau Natura 2000

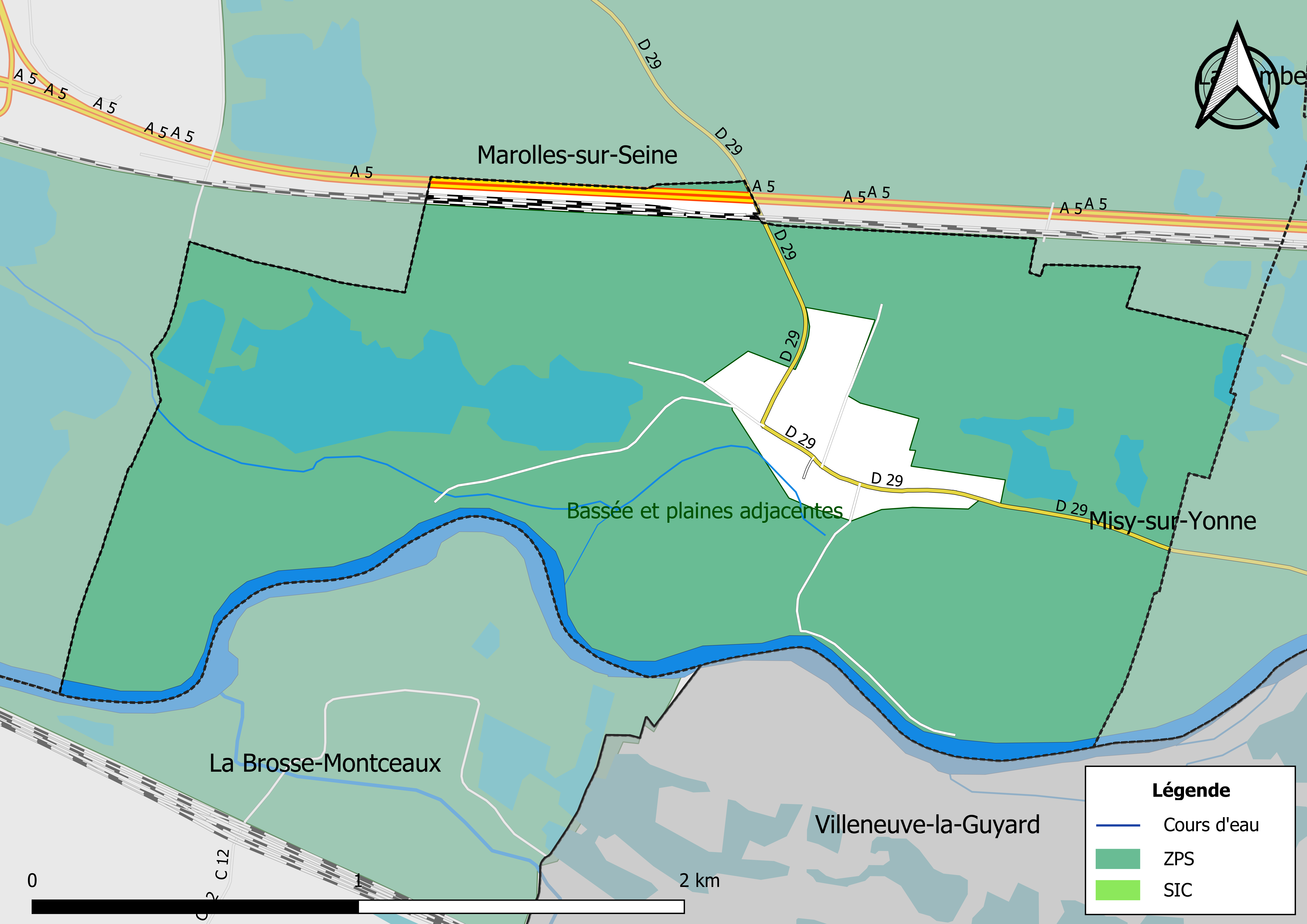
Sites Natura 2000 sur le territoire communal.

Le réseau Natura 2000 est un réseau écologique européen de sites naturels d’intérêt écologique élaboré à partir des Directives « Habitats » et « Oiseaux ». Ce réseau est constitué de Zones spéciales de conservation (ZSC) et de Zones de protection spéciale (ZPS). Dans les zones de ce réseau, les États Membres s'engagent à maintenir dans un état de conservation favorable les types d'habitats et d'espèces concernés, par le biais de mesures réglementaires, administratives ou contractuelles.
Un  site Natura 2000 a été défini sur la commune au titre de la « directive Oiseaux » :  
- la « Bassée et plaines adjacentes », d'une superficie de 27 643 ha, une vaste plaine alluviale de la Seine bordée par un coteau marqué au nord et par un plateau agricole au sud. Elle abrite une importante diversité de milieux qui conditionnent la présence d’une avifaune très riche[14],[15].

#### Zones naturelles d'intérêt écologique, faunistique et floristique
L’inventaire des zones naturelles d'intérêt écologique, faunistique et floristique (ZNIEFF) a pour objectif de réaliser une couverture des zones les plus intéressantes sur le plan écologique, essentiellement dans la perspective d’améliorer la connaissance du patrimoine naturel national et de fournir aux différents décideurs un outil d’aide à la prise en compte de l’environnement dans l’aménagement du territoire.
Le territoire communal de Barbey comprend deux ZNIEFF de type 1,, 
le « plan d'eau de l'Orme » (88,77 ha) ;
et les « plans d'eau du Chemin de Montereau » (97,16 ha)
et un ZNIEFF de type 2,, 
la « Basse vallée de l'Yonne » (1 658,38 ha), couvrant 6 communes du département.

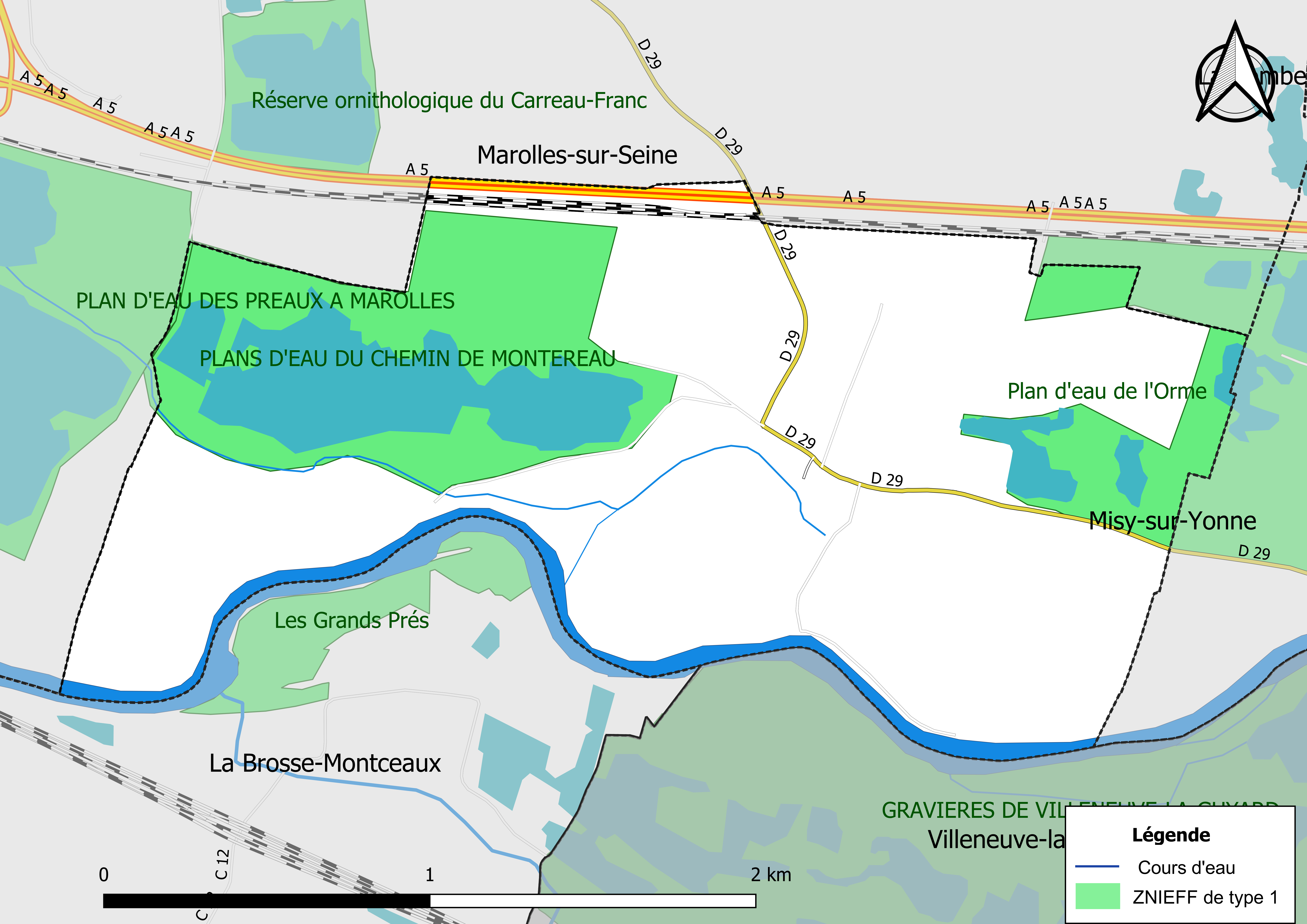
Carte des ZNIEFF de type 1 de la commune.
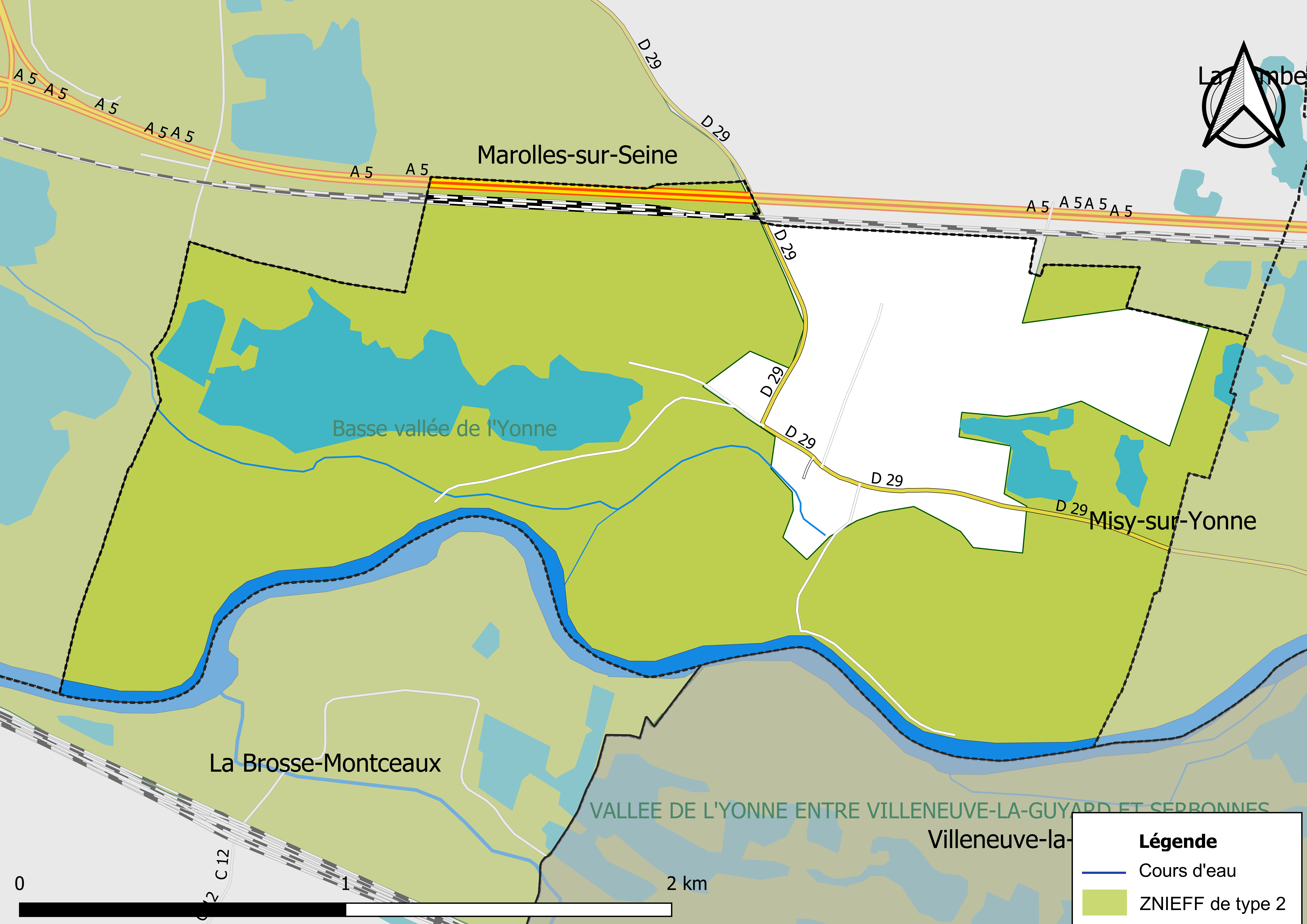
Carte des ZNIEFF de type 2 de la commune.

## Urbanisme

### Typologie
Au 1er janvier 2024, Barbey est catégorisée commune rurale à habitat dispersé, selon la nouvelle grille communale de densité à sept niveaux définie par l'Insee en 2022.
Elle est située hors unité urbaine. Par ailleurs la commune fait partie de l'aire d'attraction de Paris, dont elle est une commune de la couronne,. Cette aire regroupe 1 929 communes,.

### Lieux-dits et écarts
La commune compte 23 lieux-dits administratifs répertoriés consultables ici.

### Occupation des sols
L'occupation des sols de la commune, telle qu'elle ressort de la base de données européenne d’occupation biophysique des sols Corine Land Cover (CLC), est marquée par l'importance des territoires agricoles (73,7 % en 2018), en diminution par rapport à 1990 (93,8 %). La répartition détaillée en 2018 est la suivante : 
terres arables (57,6% ), eaux continentales (19% ), zones agricoles hétérogènes (16,2% ), zones industrielles ou commerciales et réseaux de communication (7,3 %).
Parallèlement, L'Institut Paris Région, agence d'urbanisme de la région Île-de-France, a mis en place un inventaire numérique de l'occupation du sol de l'Île-de-France, dénommé le MOS (Mode d'occupation du sol), actualisé régulièrement depuis sa première édition en 1982. Réalisé à partir de photos aériennes, le Mos distingue les espaces naturels, agricoles et forestiers mais aussi les espaces urbains (habitat, infrastructures, équipements, activités économiques, etc.) selon une classification pouvant aller jusqu'à 81 postes, différente de celle de Corine Land Cover,,. L'Institut met également à disposition des outils permettant de visualiser par photo aérienne l'évolution de l'occupation des sols de la commune entre 1949 et 2018.

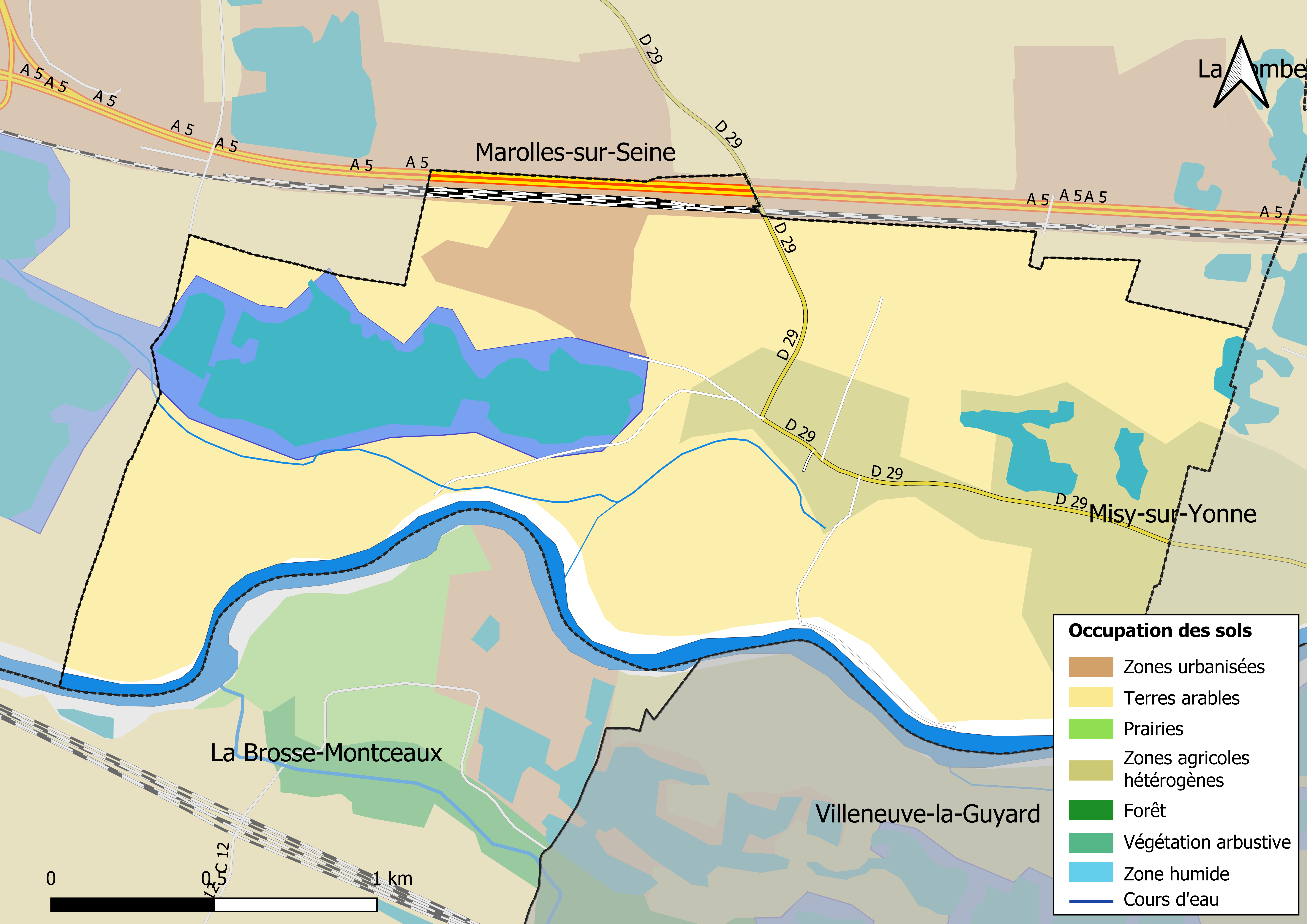
Carte des infrastructures et de l'occupation des sols en 2018 (CLC) de la commune.
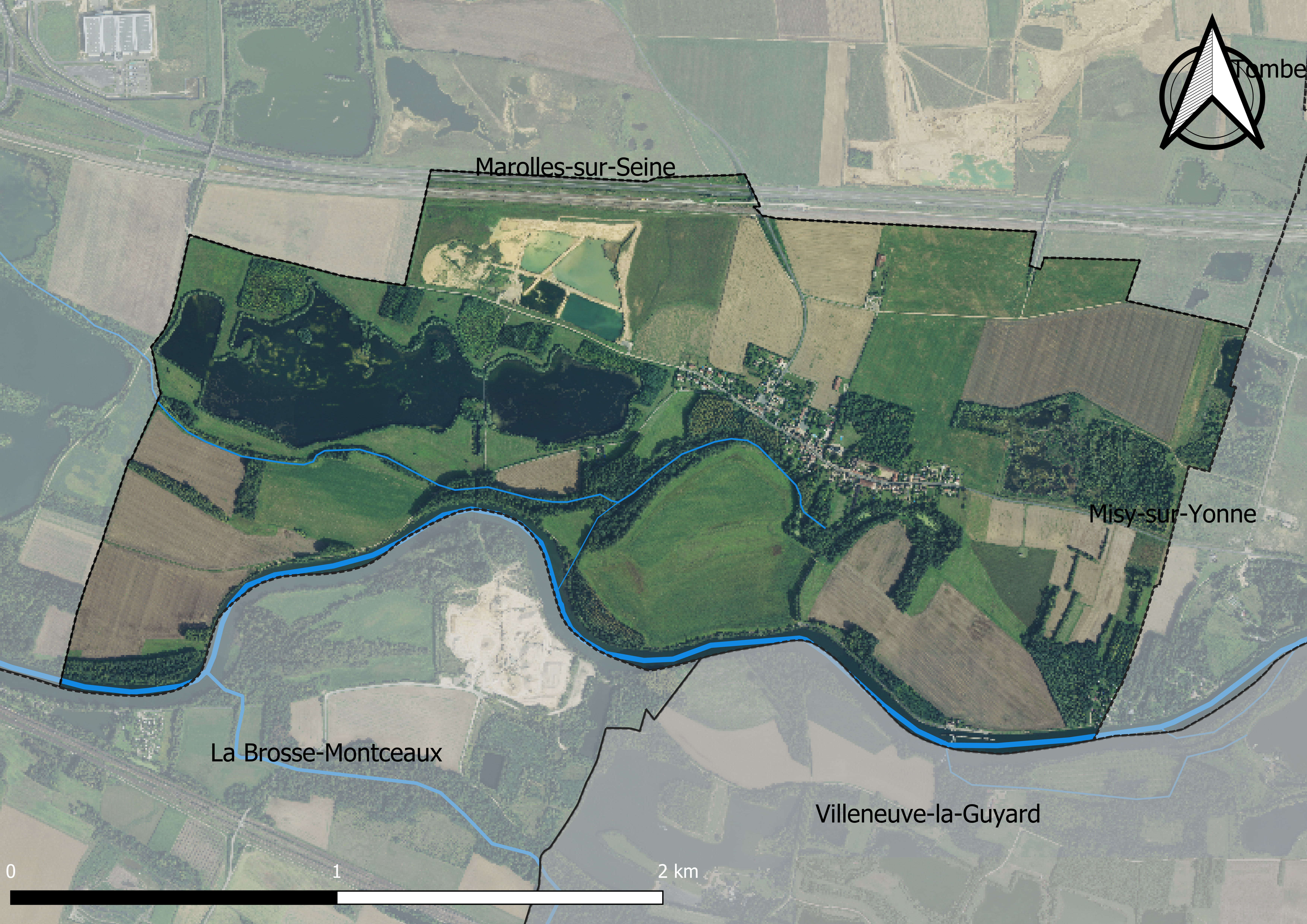
Carte orhophotogrammétrique de la commune.

### Planification
La loi SRU du 13 décembre 2000 a incité les communes à se regrouper au sein d’un établissement public, pour déterminer les partis d’aménagement de l’espace au sein d’un SCoT, un document d’orientation stratégique des politiques publiques à une grande échelle et à un horizon de 20 ans et s'imposant aux documents d'urbanisme locaux, les PLU (Plan local d'urbanisme). La commune est dans le territoire du SCOT Seine et Loing, dont le projet a été arrêté le 3 juillet 2019, porté par le syndicat mixte d’études et de programmation (SMEP) Seine et Loing rassemblant à la fois 44 communes et trois communautés de communes.
La commune, en 2019, avait engagé l'élaboration d'un plan local d'urbanisme. Le zonage réglementaire et le règlement associé peuvent être consultés sur le géoportail de l'urbanisme.

### Logement
En 2016, le nombre total de logements dans la commune était de 77 dont 100 % de maisons.
Parmi ces logements, 75,2 % étaient des résidences principales, 6,5 % des résidences secondaires et 18,3 % des logements vacants.
La part des ménages fiscaux propriétaires de leur résidence principale s’élevait à 82 % contre 14,8 % de locataires et 3,3 % logés gratuitement,.

### Voies de communication et transports

#### Transports
La commune est desservie par la ligne d’autocars  No Eb (La Brosse-Montceaux – Montereau-Fault-Yonne) du réseau de bus Pays de Montereau.

## Toponymie
Le nom de la localité est mentionné sous les formes Barbez en 1197; Barbes in Iona en 1197; Barbetum en 1218; G. de Barbet en 1250; Barbé sur Yonne en 1530; Barbey sur Yonne en 1723,.

## Histoire

### Préhistoire
Au lieu-dit « les Cent Arpents » se trouvent des sépultures de l'âge du bronze. S. Rottier, qui réunit dans une étude archéo-socio-anthropologique les sites de Barbey et de Barbuise / La Saulsotte « Grèves de Frécul », précise que cet ensemble est la plus grande collection ostéologique pour l'âge du bronze en France septentrionale (158 individus).

### Époque contemporaine
Pendant la guerre de 1870, 17 habitants de Barbey participent au conflit. L'un d'eux, Arthur Monpoix, garde mobile à Paris, est victime de la guerre. Il est tué le 20 octobre 1870, lors de l'attaque d'une ferme à Grandpuits.

## Politique et administration

### Liste des maires
| Période | Période  | Identité                        | Étiquette | Qualité                             |
| ------- | -------- | ------------------------------- | --------- | ----------------------------------- |
| 1792    | an VI    | Michel Jubain                   |           |                                     |
| an VI   | an IX    | François Pecquenard             |           |                                     |
| an IX   | 1813     | Hebert                          |           |                                     |
| 1813    | 1822     | Aubert du Petit Thouars         |           | Botaniste                           |
| 1822    | 1831     | Louis Isaac Monpoix             |           |                                     |
| 1831    | 1843     | Pierre Alexandre Jozon          |           | Fermier Conseiller d'arrondissement |
| 1843    | 1852     | Joseph Roscop                   |           |                                     |
| 1852    | 1855     | Général Berthemy                |           |                                     |
| 1855    | 1860     | Marc Antoine Richet             |           |                                     |
| 1860    | 1865     | Aimé Monpoix                    |           |                                     |
| 1865    | 1873     | Théodore Grappin                |           |                                     |
| 1873    | 1876     | Etienne Isidore Roscop          |           |                                     |
| 1876    | 1878     | Jules François Berthemy         |           |                                     |
| 1878    | 1881     | Etienne Isidore Roscop          |           |                                     |
| 1881    | 1887     | Guillaume Alfred Roscop         |           |                                     |
| 1887    | 1892     | Jules François Gustave Berthemy |           |                                     |
| 1892    | 1896     | Louis Prevost                   |           |                                     |
| 1896    | 1904     | Paul Meunier                    |           |                                     |
| 1904    | 1912     | Jules Marie Jean Berthemy       |           |                                     |
| 1912    | 1913     | Paul Cothias                    |           |                                     |
| 1913    | 1937     | Jules Berthemy                  |           |                                     |
| 1937    | 1962     | François de Ponton d'Amécourt   |           |                                     |
| 1962    | 1997     | Jean de Ponton d'Amécourt       |           |                                     |
| 1997    | En cours | Daniel Villette                 |           | Garagiste                           |

## Équipements et services

### Eau et assainissement
L’organisation de la distribution de l’eau potable, de la collecte et du traitement des eaux usées et pluviales relève des communes. La loi NOTRe de 2015 a accru le rôle des EPCI à fiscalité propre en leur transférant cette compétence. Ce transfert devait en principe être effectif au 1er janvier 2020, mais la loi Ferrand-Fesneau du 3 août 2018 a introduit la possibilité d’un report de ce transfert au 1er janvier 2026,.

#### Assainissement des eaux usées
En 2020, la gestion du service d'assainissement collectif de la commune de Barbey est assurée par la communauté de communes Pays de Montereau (CCPM) pour la collecte, le transport et la dépollution. Ce service est géré en délégation par une entreprise privée, dont le contrat arrive à échéance le 31 décembre 2026,,.
L’assainissement non collectif (ANC) désigne les installations individuelles de traitement des eaux domestiques qui ne sont pas desservies par un réseau public de collecte des eaux usées et qui doivent en conséquence traiter elles-mêmes leurs eaux usées avant de les rejeter dans le milieu naturel. La communauté de communes Pays de Montereau (CCPM) assure pour le compte de la commune le service public d'assainissement non collectif (SPANC), qui a pour mission de vérifier la bonne exécution des travaux de réalisation et de réhabilitation, ainsi que le bon fonctionnement et l’entretien des installations. Cette prestation est déléguée à la SAUR, dont le contrat arrive à échéance le 31 décembre 2026,,.

#### Eau potable
En 2020, l'alimentation en eau potable est assurée par la communauté de communes Pays de Montereau (CCPM) qui en a délégué la gestion à une entreprise privée, dont le contrat expire le 31 décembre 2026,.

## Population et société

### Démographie
L'évolution du nombre d'habitants est connue à travers les recensements de la population effectués dans la commune depuis 1793. Pour les communes de moins de 10 000 habitants, une enquête de recensement portant sur toute la population est réalisée tous les cinq ans, les populations de référence des années intermédiaires étant quant à elles estimées par interpolation ou extrapolation. Pour la commune, le premier recensement exhaustif entrant dans le cadre du nouveau dispositif a été réalisé en 2004.

En 2022, la commune comptait 151 habitants, en évolution de +3,42 % par rapport à 2016 (Seine-et-Marne : +3,92 %, France hors Mayotte : +2,11 %).
| 1793 | 1800 | 1806 | 1821 | 1831 | 1836 | 1841 | 1846 | 1851 |
| ---- | ---- | ---- | ---- | ---- | ---- | ---- | ---- | ---- |
| 170  | 166  | 165  | 160  | 183  | 236  | 246  | 244  | 267  |

| 1856 | 1861 | 1866 | 1872 | 1876 | 1881 | 1886 | 1891 | 1896 |
| ---- | ---- | ---- | ---- | ---- | ---- | ---- | ---- | ---- |
| 220  | 240  | 231  | 193  | 197  | 163  | 175  | 150  | 147  |

| 1901 | 1906 | 1911 | 1921 | 1926 | 1931 | 1936 | 1946 | 1954 |
| ---- | ---- | ---- | ---- | ---- | ---- | ---- | ---- | ---- |
| 163  | 158  | 160  | 135  | 139  | 124  | 106  | 120  | 117  |

| 1962 | 1968 | 1975 | 1982 | 1990 | 1999 | 2004 | 2006 | 2009 |
| ---- | ---- | ---- | ---- | ---- | ---- | ---- | ---- | ---- |
| 115  | 109  | 115  | 125  | 140  | 151  | 161  | 165  | 188  |

| 2014 | 2019 | 2022 | - | - | - | - | - | - |
| ---- | ---- | ---- | - | - | - | - | - | - |
| 153  | 152  | 151  | - | - | - | - | - | - |

## Économie

### Revenus de la population et fiscalité
En 2018, le nombre de ménages fiscaux de la commune était de 63, représentant 169 personnes et la  médiane du revenu disponible par unité de consommation  de 26 320 euros.

### Emploi
En 2017 , le nombre total d’emplois dans la zone était de 13, occupant 69 actifs  résidants.
Le taux d'activité de la population (actifs ayant un emploi) âgée de 15 à 64 ans s'élevait à 67,3 % contre un taux de chômage de 10,6 %.
Les 22,1 % d’inactifs se répartissent de la façon suivante : 4,8 % d’étudiants et stagiaires non rémunérés, 8,7 % de retraités ou préretraités et 8,7 % pour les autres inactifs.

### Entreprises et commerces
En 2018, le nombre d'établissements actifs était de 12 dont 1 dans l’industrie manufacturière, industries extractives et autres, 1 dans la construction, 1 dans le commerce de gros et de détail, transports, hébergement et restauration, 2 dans l’information et communication, 4 dans les activités immobilières, 2 dans les activités spécialisées, scientifiques et techniques et activités de services administratifs et de soutien et , 1  était relatif aux autres activités de services.
En 2019,  3 entreprises ont été créées sur le territoire de la commune, dont 2 individuelles.
Au 1er janvier 2020, la commune ne disposait pas d’hôtel et de terrain de camping.
- Exploitations agricoles, sablières.

## Culture locale et patrimoine

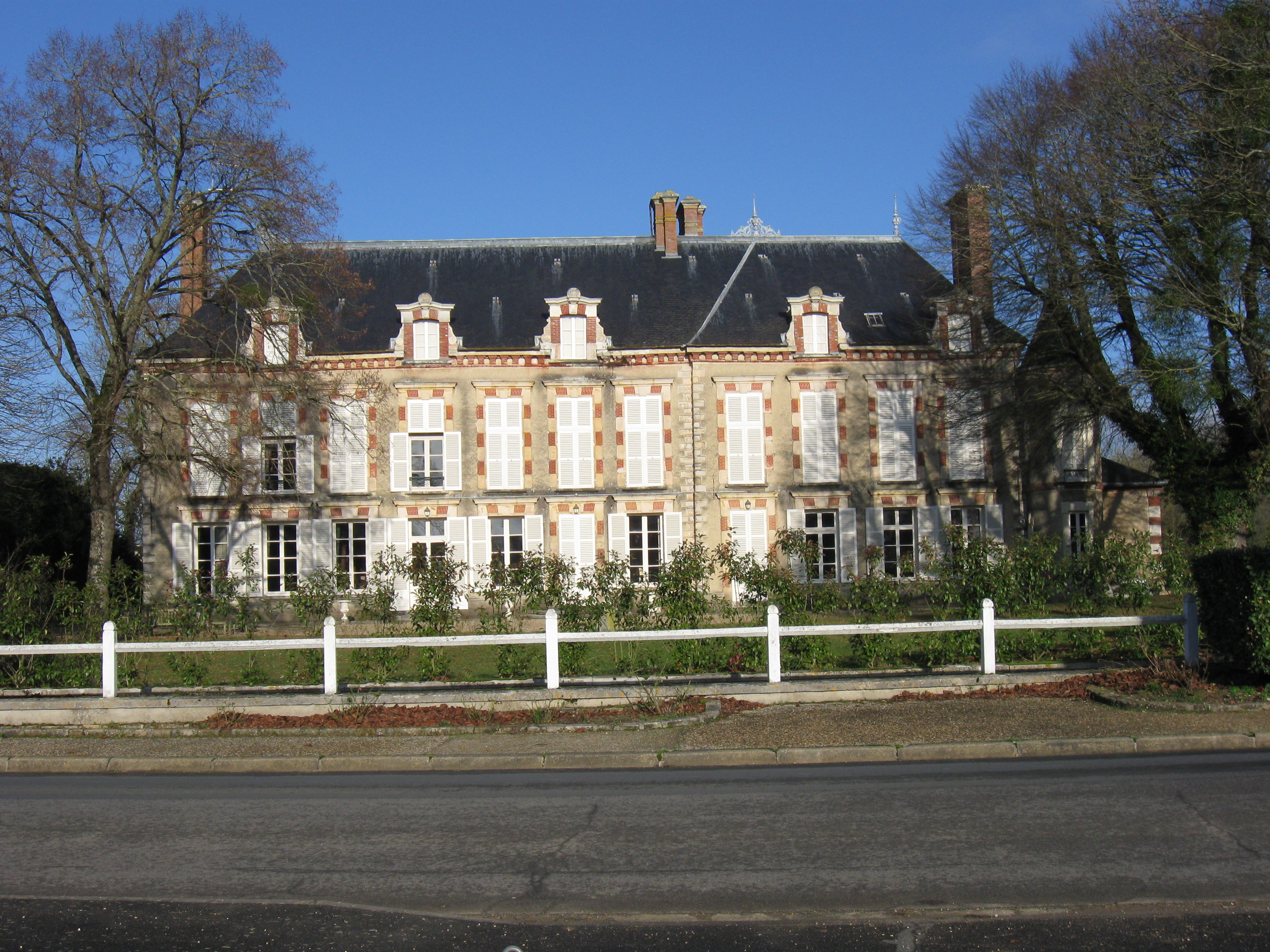
Le château.

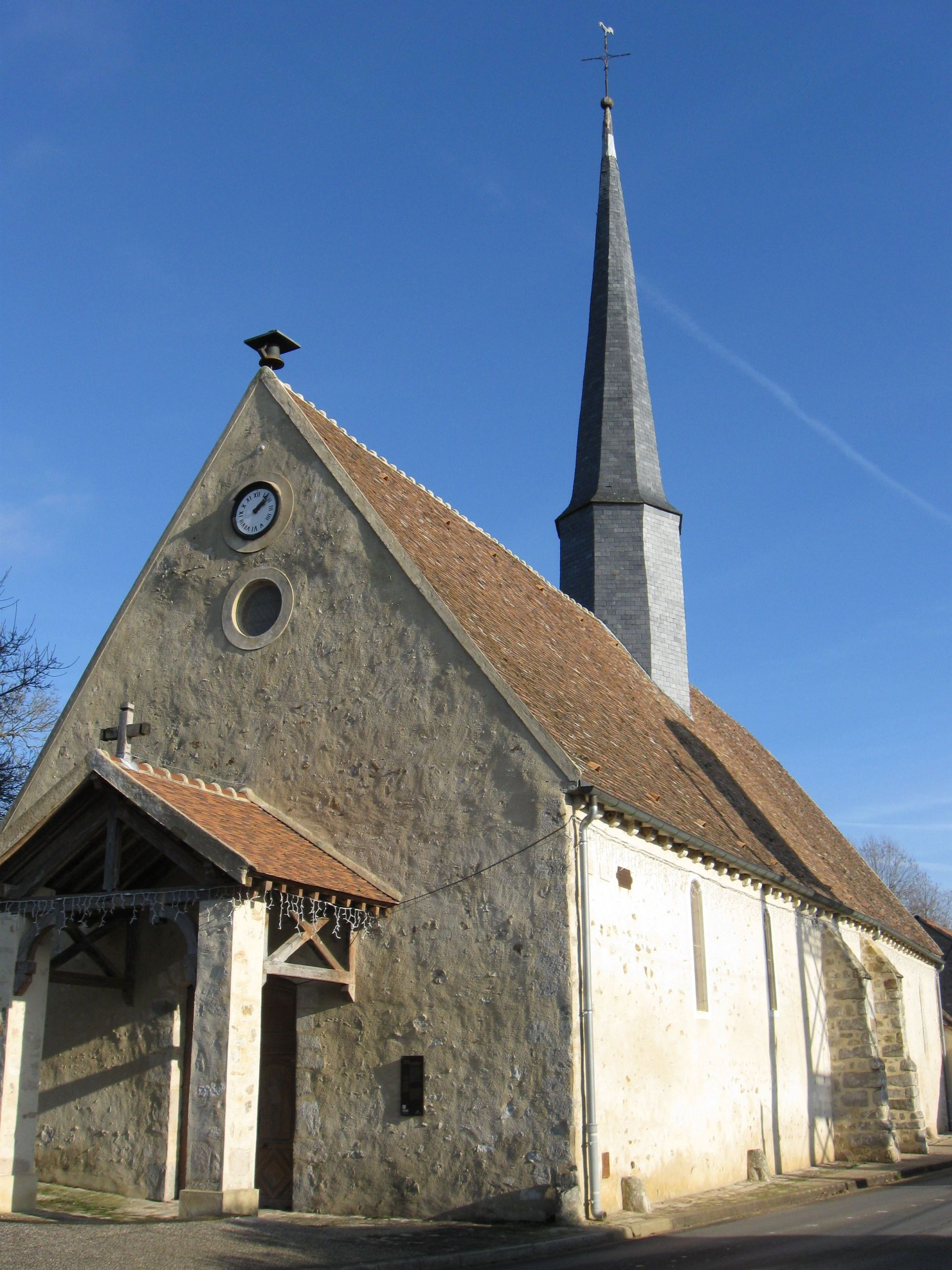
L'église de l'Assomption.

### Lieux et monuments
- L'église de l'Assomption, XIVe siècle[60].

Elle ne possède qu'une seule nef surmontée par une flèche vrillée couverte d'ardoise.
- Le château de Barbey, XVIIe siècle[41].

Construit de pierres et briques avec une toiture en ardoise.
- Écluse et bords de l'Yonne.

### Personnalités liées à la commune
- Louis-Marie Aubert du Petit-Thouars (1758-1831), botaniste français fut propriétaire du château de Barbey[41].